# Peter and the Wolf (группа)
Peter and the Wolf — американский фолк-проект, созданный Редом Хантером, который выступает как певец и гитарист, в Остине, Техас. Выступления проходят на островах, заброшенных автобусах и в других необычных местах. Звукозаписывающий лейбл проекта, Whiskey and apples сначала выпустил два демо под названием Peter and the Wolf  и Experiments in Junk. Первым полноценным альбомом стал Lightness, выпущенный в 2006 году. Затем последовал альбом The Ivori Palms, выпущенный в Сентябре 2007 года. Последней студийной работой группы Peter and the Wolf стал альбом Mellow Owl, выпущенный в Сентябре 2008 года.Также был выпущен «самиздат» альбом Firefiles, приуроченный к концертному туру, прошедшему весной 2007 года и

## Дискография
Lightness
1. Midnight Train
2. The Ivy
3. Safe Travels
4. My Grey Overcoat
5. The Highway
6. The Owl
7. Anna Maria
8. The Bonsai Tree
9. The Apple Tree
10. Canada
11. Dear Old Robyn
12. Captain Dan
13. Black Saltwater
14. Holy Water
15. Silent Movies
16. Lightness

The Ivori Palms
1. Where Summer Goes
2. Scarlet and Grey
3. Check Out The River
4. Ghost Sandals (live)
5. Waiting For A Train
6. Southern Moon
7. The Bike of Jonas
8. The Ivori Palms
9. A Hundred Days
10. The Lighthouse
11. Better Days
12. The Beggar’s Waltz
13. The Traveler and the County Boys
14. Sparks (live)